# ハイメ・ヨシヤマ
クレメンテ・ハイメ・ヨシヤマ・タナカ（スペイン語: Clemente Jaime Yoshiyama Tanaka、1944年7月23日 - ）は、日系ペルー人、フジモリストの政治家。民主制憲議会の議長、アルベルト・フジモリ政権下での大臣を務めた。

## 経歴
フニン県ワンカヨ出身。ESAN大学で経営工学を専攻、1967年には経営学修士を取得し、卒業生総代を務めた。奨学金を獲得して、ミシガン州立大学に留学、1969年に経営学博士号を取得、ハーバード大学ケネディ・スクールで1976年に行政学（経済学・経済発展）博士を取得した。
1990年7月、公共事業民営化委員会委員長に就任。
フジモリスト連合カンビオ90の創設者であり、1993年には民主制憲議会の議長を務めた。この他、交通逓信大臣（1991年1月-10月）、エネルギー鉱業大臣（1991年11月-1992年9月）、第一次・二次フジモリ政権の主席大臣（1995年10月 - 1996年9月）を歴任した。
ワンカヨ出身であるにもかかわらず、リマ市長に立候補したが、アルベルト・アンドラーデに敗北している。
2006年7月21日、1992年のアウトゴルペに関与したとしてヨシヤマらフジモリ政権の閣僚13名に対する訴訟手続が開始された。2007年12月、反逆罪の訴えが認容されたが、ヨシヤマは二次的な共犯者とされ4年の執行猶予がつけられた。

## 脚註
1. ↑  （スペイン語） Poder Judicial del Perú, Instalan juicio por autogolpe del 5 de abril de 1992. June 21, 2006. Retrieved on March 16, 2008.
2. ↑  （スペイン語） Poder Judicial del Perú, Sala penal especial de Corte Suprema hace precisiones sobre caso autogolpe. December 5, 2007. Retrieved on March 16, 2008.